# Lechia Lwów
Lechia Lwów (oficjalna nazwa: Lwowski Klub Sportowy Lechia Lwów) – najstarszy polski klub piłkarski (później wielosekcyjny sportowy, m.in. z sekcją hokeja na lodzie i bokserską), założony we Lwowie latem 1903 przez uczniów III i VI Gimnazjum oraz byłych członków koła futbolistów Sokoła-Macierzy. Rozwiązany podczas II wojny światowej.

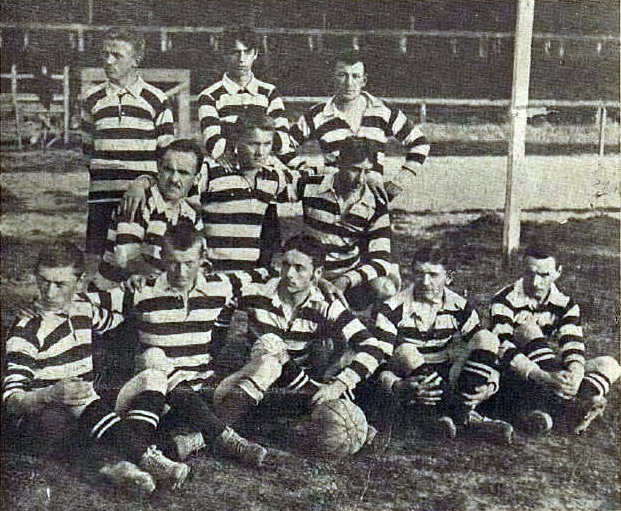
Drużyna Lechii w 1909

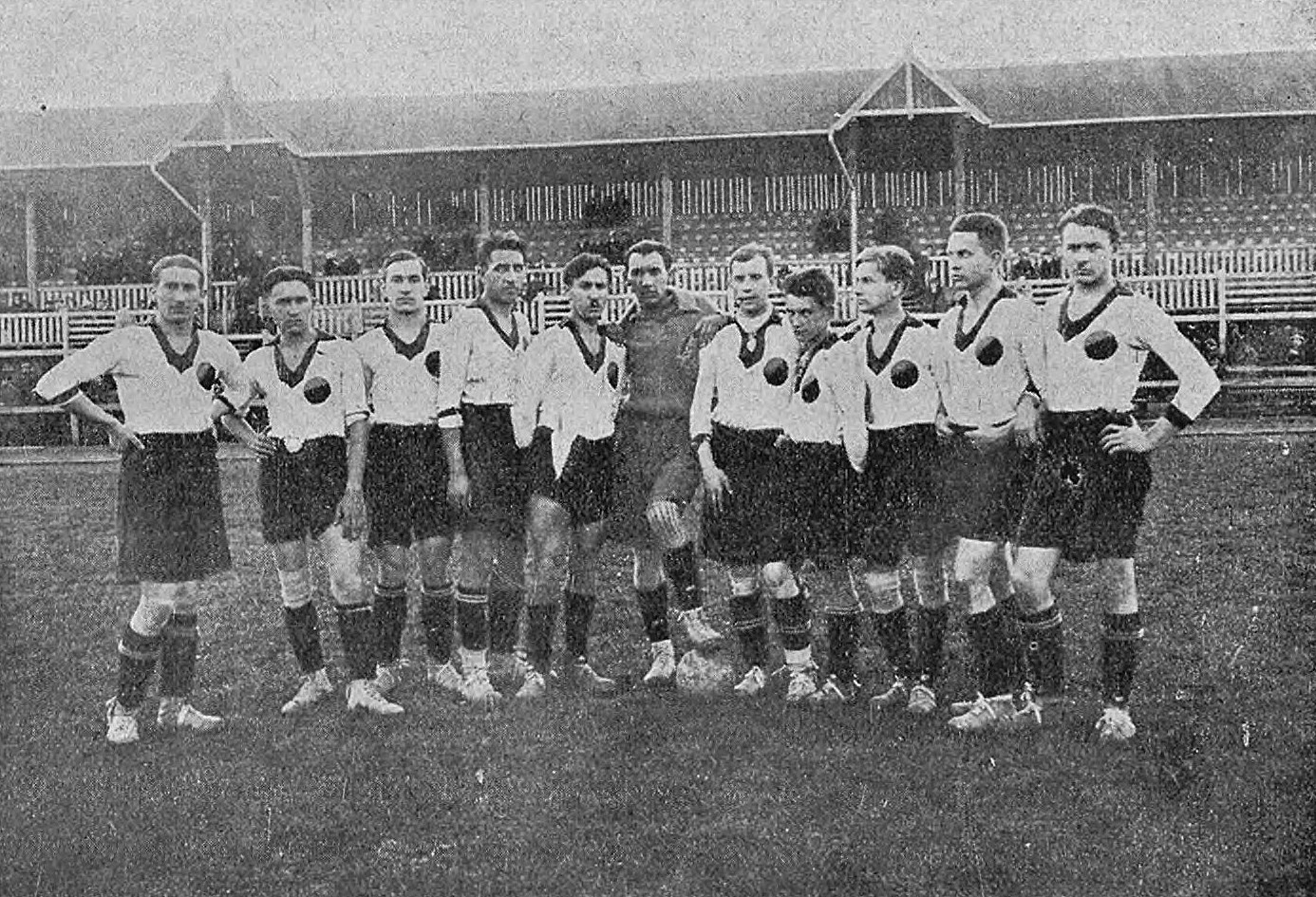
Zespół Lechii w 1924

W okresie międzywojennym jedna z czterech pierwszoligowych drużyn (obok Pogoni, Czarnych i Hasmonei) z tego miasta. Jego członkowie wywodzili się głównie ze środowisk kolejarskich, toteż niemal przez cały okres swego istnienia Lechia była kojarzona właśnie z tą grupą społeczną (nie z wojskiem, jak w czasach PRL twierdziło wielu).

## Historia
W 1899 do Lwowa trafiła – wydana przez The Football Association i przetłumaczona z języka angielskiego – publikacja przepisów gry w piłkę nożną. Szerzej znane w tym mieście stały się one już rok później, gdy w swym premierowym numerze opublikowała je tamtejsza Gazeta Sportowa, wydawana przez Kazimierza Hemerlinga (później wydrukowano je w formie specjalnej broszury). Wydarzenie to stanowiło pewien przełom, bowiem do 1900 futbol w miarę zorganizowanej formie uprawiano jedynie we lwowskim IV Gimnazjum. Od tego momentu młodzież z tego miasta zaczęła coraz odważniej tworzyć piłkarskie zespoły, które konfrontowały swe umiejętności w coraz liczniejszych meczach i turniejach. Moda na football dotarła również do lwowskich III i VI Gimnazjum. Tuż po rozpoczęciu roku szkolnego 1903/1904, uczęszczająca do tych placówek grupa uczniów założyła regularny klub, uprzedzając w ten sposób młodzież z I i II Szkoły Realnej (dzięki którym powstał I. LKPN „Sława” Lwów). Jednym ze współzałożycieli klubu był Jan Budzianowski, a także Maksymilian Dudryk.
W połowie lat 90. XX wieku grupa polskich historyków i statystyków futbolu – badając materiały archiwalne – odkryła, że to właśnie Lechia – a nie I. LKPN „Sława” Lwów (Czarni Lwów) (jak się dotychczas powszechnie uznawało) – była pierwszym w historii zespołem piłkarskim utworzonym przez Polaków na ziemiach polskich (kilkanaście dni różnicy dzielące obydwa zebrania założycielskie).
Przez pierwsze lata swego istnienia (w czasach zaboru austriackiego) drużyna rozgrywała wyłącznie spotkania towarzyskie przeciwko innym ekipom z Galicji (przeważnie lwowskim). W 1921 zadebiutowała w oficjalnych rozgrywkach piłkarskich – lwowskiej Klasie A (mistrzostwa lwowskiego OZPN), początkowo nie odnosząc większych sukcesów. Dopiero w sezonie 1929 „Lechiści” zajęli w niej 1. miejsce, mierząc się w spotkaniach barażowych o mistrzostwo okręgu lwowskiego z jego ówczesnym czempionem – Polonią Przemyśl. Pierwszy mecz – rozegrany na własnym stadionie 11 sierpnia 1929 – wygrali 5:2 (4:1), zaś w rozegranym tydzień później rewanżu ulegli gospodarzom 0:3 (0:3). Liczba goli strzelonych na wyjeździe nie miała wówczas znaczenia, toteż wobec jednakowego bilansu bramkowego (5:5) koniecznym stało się zorganizowanie dodatkowego pojedynku na neutralnym terenie. Jako miejsce spotkania wybrano Stryj. 2 września 1929 po dogrywce „Biało-zieloni” pokonali „Polonistów” 3:2 (2:2, 1:1), wywalczając swój pierwszy oficjalny tytuł. Po kolejnym zwycięskim dwumeczu z 9 Pułkiem Artylerii Ciężkiej Siedlce (wygrana u siebie 5:2, porażka w Siedlcach 0:2 i triumf w dodatkowym meczu 4:2) Lechia przystąpiła do finałowego turnieju barażowego o ekstraklasę, w którym zajęła 2. miejsce (za ŁTSG Łódź), nie awansując tym samym do krajowej elity. Sztuka ta udała się rok później (1930). Po wygraniu lwowskiej Klasy A, późniejszych barażowych zwycięstwach nad Unią Lublin (4:3 i 5:1) oraz Sokołem Równe (3:0 i 6:1), a także wygraniu barażowego turnieju finałowego klub wywalczył upragnioną promocję do polskiej ekstraklasy, z której jednak spadł już po jednym sezonie (ostatnie miejsce w edycji 1931), wygrywając zaledwie 5 z 22 rozegranych spotkań oraz 1 remisując. Do elity nigdy nie udało się już powrócić, więc ostatnie lata swego istnienia zespół spędził w rozgrywkach regionalnych. Po relegacji z I ligi największym sukcesem okazał się baraż o mistrzostwo lwowskiej ligi okręgowej w sezonie 1933 (po raz kolejny przeciwko przemyskiej Polonii). Po dwóch remisach (1:1 w Przemyślu i 2:2 we Lwowie), ponownie zaszła potrzeba przeprowadzenia dodatkowej potyczki (również w Stryju). 30 lipca 1933 przemyślanie okazali się lepsi, zwyciężając 0:2 (0:1).

Łącznie w rozgrywkach regionalnych – prowadzonych przez OZPN Lwów od 1920 do 1940 – Lechia spędziła 17 sezonów, rozgrywając w tym czasie w sumie 223 mecze (w klasie A oraz lidze okręgowej).
W połowie lat 30. XX wieku sukcesy odnosiła sekcja hokeja na lodzie. W sezonie 1934 wywalczyła brązowy medal mistrzostw Polski, zaś rok później – podczas turnieju rozgrywanego we Lwowie – awansowała do ścisłego finału (dwukrotnie pokonując w półfinale KTH Krynica 6:1 i 3:1), w którym nie sprostała lwowskim Czarnym (porażka 0:4).
We wrześniu 1939 roku – na skutek wybuchu II wojny światowej – działalność klubu została zawieszona, zaś po jej zakończeniu już nigdy go nie reaktywowano (w 1945 – w wyniku konferencji poczdamskiej – Lwów znalazł się bowiem w granicach ZSRR).
W latach 1927–1939 barwy Lechii Lwów reprezentował Ryszard Koncewicz (po wojnie – w 1949 trener Lechii Gdańsk, a później kadry narodowej, jeden z najlepszych polskich trenerów piłkarskich w historii).
Do nazwy zespołu i biało-zielonych barw nawiązuje założony w 1945 roku klub – Lechia Gdańsk. Przed sezonem 2012/2013 polskiej ekstraklasy dokonano upamiętnienia lwowskiego klubu na strojach Lechii Gdańsk umieszczając datę 1903 (rok założenia Lechii Lwów) na getrach piłkarzy.

## Sukcesy
- Mistrzostwa Polski w piłce nożnej:
  - 12. miejsce w I lidze: 1931

## Wszystkie sezony sekcji piłkarskiej
| Sezon     | Rozgrywki ligowe       | Rozgrywki ligowe                    | Rozgrywki ligowe | Uwagi |
| Sezon     | Liga                   | Liga                                | Miejsce          | Uwagi |
| --------- | ---------------------- | ----------------------------------- | ---------------- | --- |
| 1921      | III                    | Klasa B (Lwowski OZPN)              |                  | Czwarty klub Lwowa po Pogoni, Czarnych i Pogoni II.                                                                                   |
| 1922      | II                     | Klasa A (Lwowski OZPN)              | 3/5              | Trzeci klub Lwowa po Pogoni i Czarnych.                                                                                               |
| 1923      | II                     | Klasa A (Lwowski OZPN)              | 5/6              | Czwarty klub Lwowa po Pogoni, Czarnych i Hasmonei.                                                                                    |
| 1924      | II                     | Klasa A (Lwowski OZPN)              | 5/6              | Czwarty klub Lwowa po Pogoni, Czarnych i Hasmonei.                                                                                    |
| 1925      | Puchar Lwowskiego OZPN | Puchar Lwowskiego OZPN              | 5/6              | Czwarty klub Lwowa po Pogoni, Czarnych i Hasmonei.                                                                                    |
| 1926      | II                     | Klasa A (Lwowski OZPN)              | 4/6              | Czwarty klub Lwowa po Pogoni, Czarnych i Hasmonei.                                                                                    |
| 1927      | II                     | Liga okręgowa (Lwowski OZPN)        | 2/5              | Piąty klub Lwowa po Pogoni, Czarnych, Hasmonei i WKS 6 Pułk Lotników (z uwzględnieniem Ligi).                                         |
| 1928      | II                     | Klasa A (Lwowski OZPN, gr. II)      | 3/5              | Piąty klub Lwowa po Pogoni, Czarnych, Hasmonei i AZS.                                                                                 |
| 1929      | II                     | Klasa A (Lwowski OZPN, gr. II)      | 1/5              | Trzeci klub Lwowa po Pogoni i Czarnych. Zwycięstwo w finale Klasy A Lwowskiego OZPN, 2. miejsce w grupie finałowej eliminacji o Ligę. |
| 1930      | II                     | Klasa A (Lwowski OZPN)              | 1/9              | Trzeci klub Lwowa po Pogoni i Czarnych.                                                                                               |
| 1930      | II                     | Klasa A (Lwowski OZPN)              | 1/9              | Zwycięstwo w eliminacjach o Ligę i awans.                                                                                             |
| 1931      | I                      | Liga                                | 12/12            | Trzeci klub Lwowa po Pogoni i Czarnych.                                                                                               |
| 1932      | II                     | Klasa A (Lwowski OZPN, gr. I)       | 3/6              | |
| 1933      | II                     | Klasa A (Lwowski OZPN, gr. II)      | 1/7              | Trzeci klub Lwowa po Pogoni i Czarnych. Porażka w finale Klasy A Lwowskiego OZPN.                                                     |
| 1934      | II                     | Liga okręgowa (Lwowski OZPN)        | 4/10             | Trzeci klub Lwowa po Pogoni i Czarnych.                                                                                               |
| 1935      | II                     | Liga okręgowa (Lwowski OZPN)        | 4/11             | Czwarty klub Lwowa po Pogoni, Czarnych i Hasmonei.                                                                                    |
| 1936      | II                     | Liga okręgowa (Lwowski OZPN, gr. I) | 2/5              | |
| 1936/1937 | II                     | Liga okręgowa (Lwowski OZPN)        | 9/12             | |
| 1937/1938 | II                     | Liga okręgowa (Lwowski OZPN)        | 5/14             | |
| 1938/1939 | II                     | Liga okręgowa (Lwowski OZPN)        | 6/13             | |
| 1939/1940 | II                     | Liga okręgowa (Lwowski OZPN)        | 7/11             | Rozgrywki przerwane po dwóch kolejkach przez wybuch II wojny światowej.                                                               |